# Ilex amelanchier
Ilex amelanchier är en järneksväxtart som beskrevs av M. A. Curt. och Alvin Wentworth Chapman. Ilex amelanchier ingår i släktet järnekar, och familjen järneksväxter. Inga underarter finns listade i Catalogue of Life.

## Bildgalleri

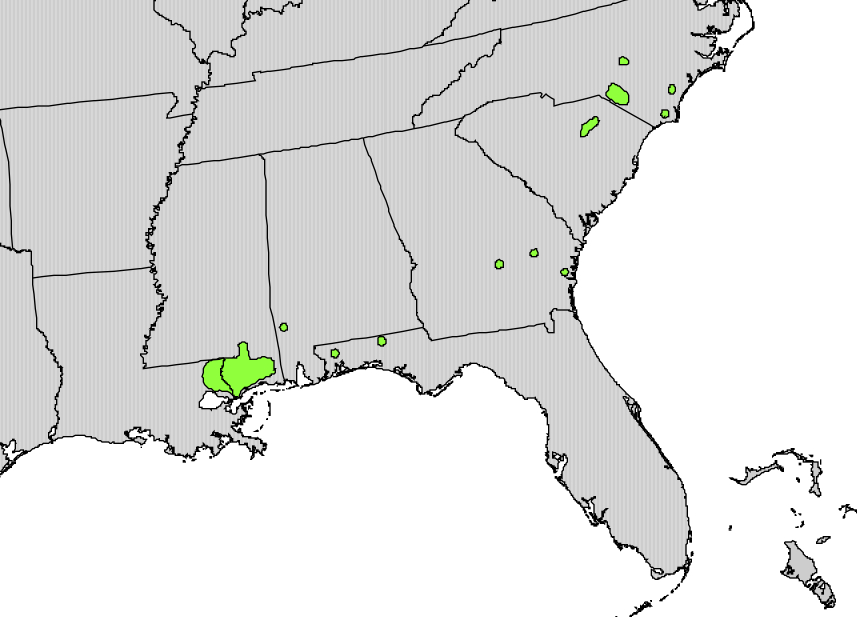